# Herr, wie du willt, so schicks mit mir
Herr, wie du willt, so schick's mit mir (Seigneur, dispose de moi selon ta volonté), (BWV 73), est une cantate religieuse de Jean-Sébastien Bach composée à Leipzig en 1724

## Histoire et livret
Bach écrivit cette cantate lors de sa première année à Leipzig à l'occasion du troisième dimanche après l'Épiphanie et la dirigea le 23 janvier 1724. Pour cette destination liturgique, trois autres cantates ont franchi le seuil de la postérité : les BWV 72, 111 et 156. Les lectures prescrites pour ce jour étaient Rom. 12 :17–21 et Mat. 8 :1-13, la guérison du lépreux. Le poète inconnu prend les paroles du lépreux, Herr, wenn du willst, kannst du mich reinigen pour point de départ et recommande son attitude de confiance lorsqu'il s'agit d'affronter la mort. Dans le premier mouvement il met en opposition les paroles du choral de Kaspar Bienemann Herr, wie du willst, so schick's mit mir avec trois récitatifs. Le troisième mouvement paraphrase Jérémie 17:9. Les paroles du quatrième mouvement sont elles du lépreux tirées de l'Évangile. Le choral final est la dernière strophe du choral de Ludwig Helmbold, Von Gott will ich nicht lassen.
Bach dirigea de nouveau cette cantate à deux reprises : une première fois vers 1732-1735 puis dans une version révisée le 21 janvier 1748 ou le 26 janvier 1749.

## Structure et instrumentation
La cantate est écrite pour cor (remplacé par l'orgue dans la version révisée), deux hautbois, deux violons, alto, basse continue, avec trois voix solistes (soprano, ténor, basse) et chœur à quatre voix.
Il y a cinq mouvements :
1. choral et récitatif (ténor, basse, soprano) : Herr, wie du willst, so schick's mit mir
2. aria (ténor) : Ach senke doch den Geist der Freuden
3. récitatif (basse) : Ach, unser Wille bleibt verkehrt,
4. aria (basse) : Herr, so du willst
5. choral : Das ist des Vaters Wille

## Musique
Le chœur d'introduction est basé sur la première strophe du choral Herr, wie du willst, so schick's mit mir, qui est développée par des récitatifs des trois voix solo. Le cor d'harmonie introduit un motif de quatre notes sur les mots Herr, wie du willst qui est répété durant tout le mouvement. Les récitatifs des trois solistes sont accompagnés par les hautbois avec des éléments de la ritournelle, pendant que le cor et les cordes entretiennent le motif. Dans la dernière reprise de la ritournelle, le chœur l'entonne et la répète dans une cadence finale.
Dans le troisième mouvement, la volonté des hommes est décrite comme étant contradictoire, « bald trotzig, bald verzagt » (tantôt défiante, tantôt accablée), ce qu'illustre la mélodie dans une aspiration ascendante suivie d'une rapide descente. Le quatrième mouvement débute immédiatement, sans ritournelle. Comme dans le premier mouvement, un motif sur Herr, so du willst ouvre ce mouvement et est répété en variations libres tout du long, se terminant en coda. Ce motif est le début de la célèbre aria Bist du bei mir, des Clavier-Büchlein d'Anna Magdalena Bach, livres de pièces pour clavier, longtemps attribués à Bach, mais écrits en fait par Gottfried Heinrich Stölzel.
Le choral final est arrangé en quatre parties.

## Sources
- (en) Cet article est partiellement ou en totalité issu de l’article de Wikipédia en anglais intitulé « Herr, wie du willt, so schick's mit mir, BWV 73 » (voir la liste des auteurs).
- Gilles Cantagrel, Les cantates de J.-S. Bach, Paris, Fayard, mars 2010, 1665 p.  (ISBN 978-2-213-64434-9)